# 田茂井宗一
田茂井 宗一（たもい そういち）(1923年 - 没年不詳)は、日本の男子陸上競技選手。専門は長距離走、マラソン。京都府竹野郡網野町(現京丹後市)出身、大阪府高槻市在住。
1949年の日本陸上競技選手権大会で5000mと10000mの2冠を達成した。5000mでは翌1950年にも優勝している。1951年にはニューデリーで開催された第1回アジア競技大会で10000mで金メダル、5000mでは銅メダルを獲得した。同年の朝日マラソン（現・福岡国際マラソン）では、初マラソンに挑戦し折り返し地点でトップに立っていたものの拝郷弘美に敗れている。
68歳からはマスターズ陸上の選手としても活躍した。
1993年には70歳で全日本マスターズの1500mと5000mを制し、3000mでは世界新をマーク。同年の世界マスターズでは5000mで優勝を果たした。1999年(76歳)の世界マスターズ大会では2000mSCで出場クラスの世界新をマークして優勝。世界マスターズ大会の同種目ではさらに、2003年(80歳)と2008年(85歳)大会においても、それぞれ出場クラスの世界新をマークして優勝するなど、マスターズ陸上の第一人者として晩年まで活躍した。
また、趣味でボウリングにも親しんでおり、80歳を過ぎても競技会に参加していた。
日本マスターズ連合の記事によれば、既に死去しているとのことである。